# Чор'ю-Мару
Чор'ю-Мару (Choryu Maru) — транспортне судно, яке під час Другої світової війни взяло участь у операціях японських збройних сил у архіпелазі Бісмарка.
Чор'ю-Мару спорудили в 1937 році на верфі Urabe Zosen Tekkosho на замовлення компанії Asahigumi Kaisoten.
22 лютого 1944-го судно перебувало в архіпелазі Бісмарка поблизу острова Новий Ганновер. У цей період деградація японських сил в архіпелазі досягла критичної межі й американське командування вперше вислало загін кораблів у води біля північного завершення Нової Ірландії, островів Новий Ганновер та Муссау. Есмінці Charles Ausburne, Dyson та Stanly спершу знищили мінний загороджувач «Нацушима» дещо західніше від Нового Ганноверу, після чого перейшли до північно-східного узбережжя цього острова. Тут вони зачистили від ворожих плавзасобів прохід Ісабель, де, зокрема, потопили Чор'ю-Мару (тоді ж були знищені дещо більший транспорт Кйосей-Мару, інше мале транспортне судно Токуяма-Мару № 9 та переобладнаний мисливець за підводними човнами Тама-Мару № 8). Разом з Чор'ю-Мару загинуло три члени екіпажу.